# Nicodemo (nome)
Nicodemo  è un nome proprio di persona italiano maschile.

## Varianti
- Maschili: Niccodemo[3]
  - Ipocoristici: Nico[2]
- Femminili: Nicodema[3][4]

### Varianti in altre lingue
- Finlandese: Teemu[2]
- Francese: Nicodème[2]
- Greco antico e biblico: Νικόδημος (Nikódemos)[1][2][3]
- Greco moderno: Νικοδημος (Nikodīmos)[2]
- Latino: Nicodemus[1][2][3]
- Macedone: Никодим (Nikodim)
- Polacco: Nikodem[2]
- Portoghese: Nicodemo[2]
- Rumeno: Nicodim
- Russo: Никодим (Nikodim)[2][5]
- Spagnolo: Nicodemo[2]

## Origine e diffusione

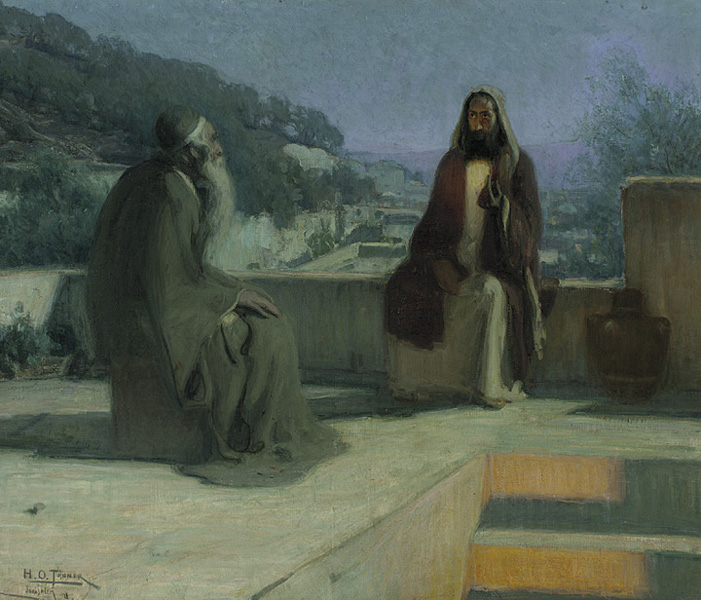
Gesù e Nicodemo, di Henry Ossawa Tanner

Deriva dall'antico nome greco Νικόδημος (Nikódemos), composto da νικη (nike, "vittoria") e δημος (demos, "popolo"); il significato, affine a quello del nome Nicola, può essere interpretato come "vincitore fra il popolo" o "vittoria del popolo" (mentre il senso di "vincitore del popolo", attestato da alcune fonti, è meno plausibile). In latino è passato come Nicodèmus, mutando l'accento da sdrucciola e piana, che mantiene anche in italiano.
Il nome è presente nella Bibbia nella figura di Nicodemo, il discepolo di Gesù che aiutò Giuseppe d'Arimatea a seppellirne il corpo, e venne portato da vari santi dei primi secoli, venerati sia dalla Chiese orientali, sia da quella occidentale. In Italia il nome è piuttosto raro, pur avendo dato origine ad alcuni cognomi quali Nicodemi e Niccodemi; negli anni settanta se ne contavano poco meno di tremila occorrenze, sostanzialmente limitate al Meridione, in particolare ad alcune zone della Calabria, dove è particolarmente venerato san Nicodemo da Cirò.

## Onomastico
L'onomastico viene festeggiato il 31 agosto (o il 3) in memoria di san Nicodemo, discepolo di Gesù, citato nella Bibbia. Con questo nome si ricorda anche san Nicodemo da Cirò (o di Mammola, o di Kellerano), asceta presso Reggio Calabria, commemorato il 25 marzo (o il 12 marzo a Mammola e dintorni).

## Persone

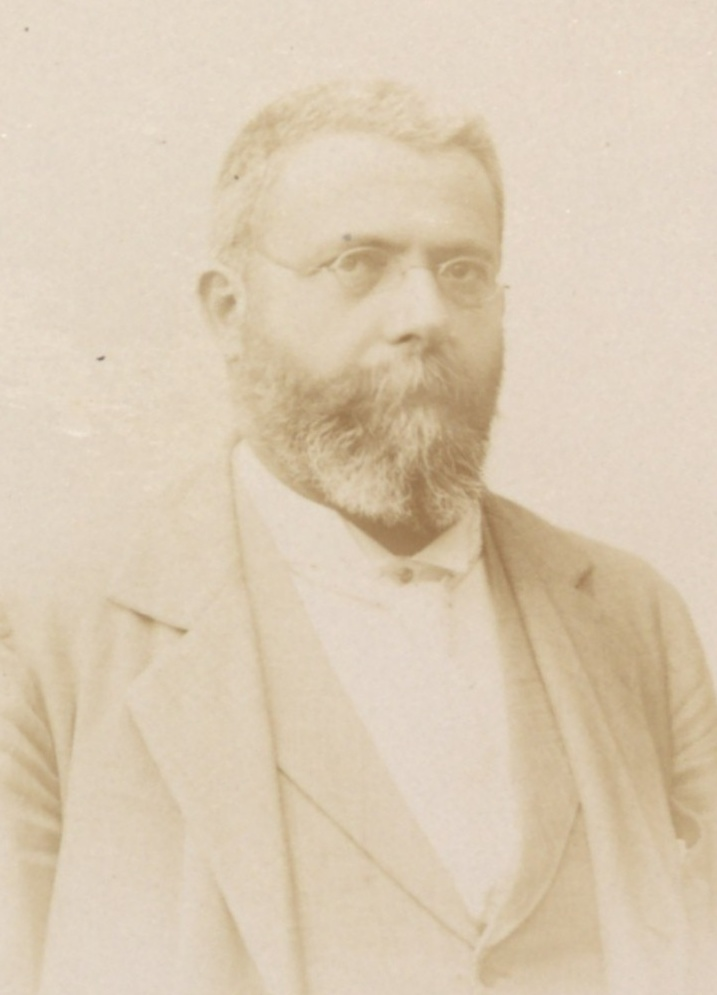
Nicodemo Jadanza

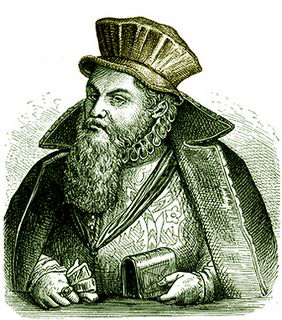
Nicodemus Frischlin

- Nicodemo da Cirò, monaco cristiano italiano
- Nicodemo da Guardiagrele, scultore italiano
- Nicodemo della Scala, vescovo cattolico tedesco
- Nicodemo l'Agiorita, religioso e teologo greco
- Nicodemo Del Vasto, magistrato e politico italiano
- Nicodemo Ferrucci, pittore italiano
- Nicodemo Filippelli, docente e politico italiano
- Nicodemo Jadanza, geodeta, cartografo e accademico italiano
- Nicodemo Oliverio, politico italiano
- Nicodemo Trincadini, diplomatico, politico, nobile e scrittore italiano

### Variante Nicodemus
- Nicodemus Frischlin, umanista, filologo, drammaturgo e poeta tedesco
- Nicodemus Tessin il Giovane, architetto svedese
- Nicodemus Tessin il Vecchio, architetto svedese

### Variante Teemu

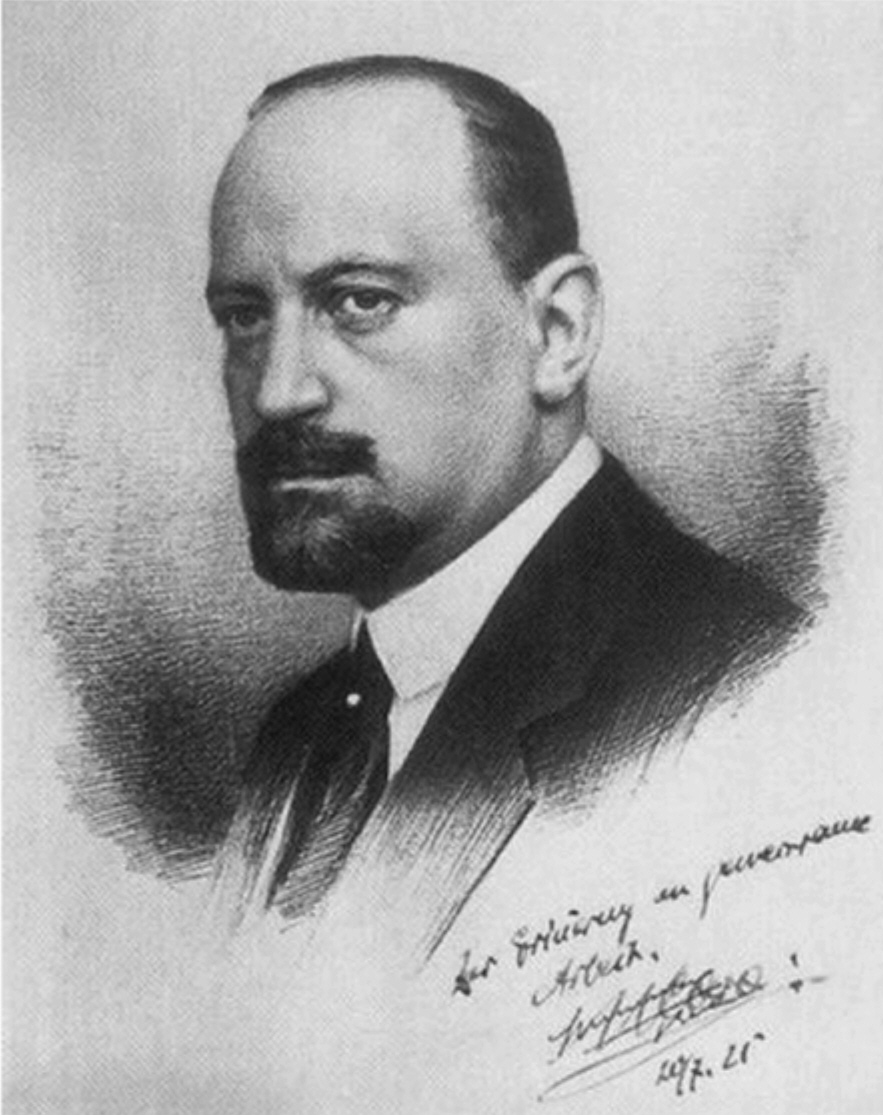
Nikodem Caro

- Teemu Mäntysaari, chitarrista finlandese
- Teemu Pukki, calciatore finlandese
- Teemu Rannikko, cestista finlandese
- Teemu Selänne, hockeista su ghiaccio finlandese
- Teemu Sippo, vescovo cattolico finlandese
- Teemu Tainio, calciatore finlandese

### Altre varianti
- Nicodème Anani Barrigah-Benissan, arcivescovo cattolico togolese
- Nikodem Caro, chimico e imprenditore polacco
- Nicodim Munteanu, arcivescovo ortodosso rumeno
- Nikodīmos Papavasileiou, calciatore e allenatore di calcio cipriota
- Nikodim Rotov, arcivescovo ortodosso russo

## Il nome nelle arti
- Nicodemus è un personaggio del film d'animazione del 1982 Brisby e il segreto di NIMH.